# Eublemma albina
Eublemma albina is een vlinder van de familie van de spinneruilen (Erebidae). De wetenschappelijke naam van deze soort is voor het eerst voorgesteld als Thalpochares siticulosa var. albina door Otto Staudinger in een publicatie uit 1898.
De soort komt voor in Egypte, Syrië, Libanon, Israël en Jordanië.